# Двохідка анатолійська
Двохідка анатолійська (Blanus strauchi) — вид амфісбен родини бланусових (Blanidae). Один із 7 видів роду. Поширений переважно в Західній Азії. Мешканець середземноморських рівнинних та гірських ландшафтів. Описано 2 підвиди.
Інші назви: бланус Штрауха, бланус анатолійський, амфісбена турецька.

## Опис

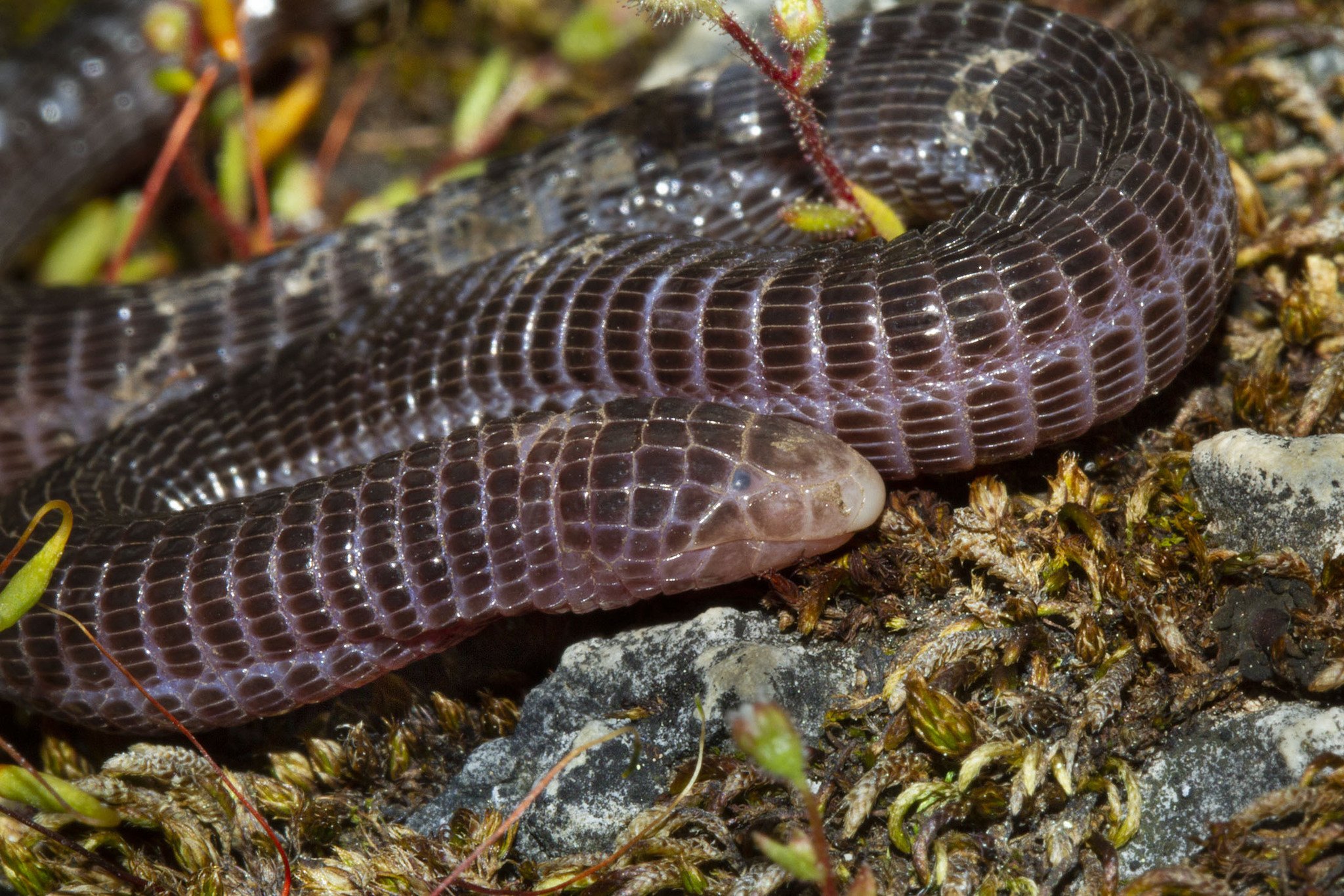

Невелика безнога рептилія із струнким, витягнутим тілом до 30 см завдовжки (L. + L.cd.). Хвіст (L.cd.) короткий, становить близько 1/10 довжини тулуба з головою (L.); його  кінець затуплений, нагадує передню частину тіла, що часто вводить в оману хижаків. Голова невелика, більш-менш трикутна, заокруглена на кінці, відділена від тулуба борозенкою, що нагадує комір. Верхня щелепа заходить за нижню; щелепи озброєні дрібними зубами. Очі занурені під шкіру, крихітні, малопомітні, чорного кольору. 
Тіло вкрите прямокутними лусками, зібраними в кільця, чим нагадує дощового черв'яка. Боками проходить поздовжня борозда, вкрита дрібнішою лускою. Голова зверху вкрита великими міцними щитками.
Забарвлення тіла варіює від рожевого до фіолетового, іноді сіре. 

## Поширення
Вид поширений у Туреччині, Греції, Сирії, Північному Іраку, у тому числі на островах Егейського моря (Родос, архіпелаг Додеканес, Кастелорізо).

## Місця проживання

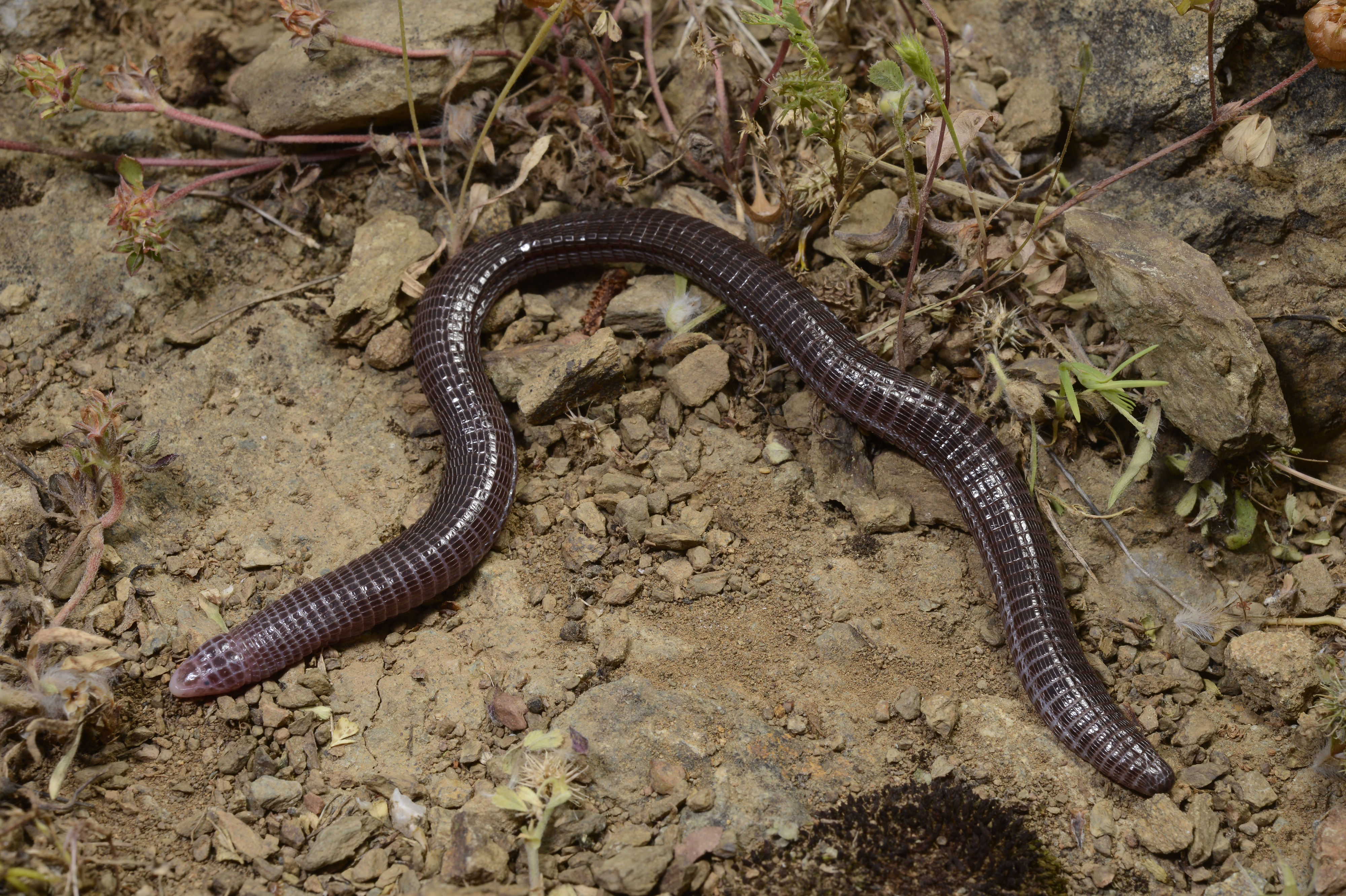
Бланус Штрауха (Blanus strauchi)

Населяє різноманітні середземноморські ландшафти, від рівня моря до середньогір'їв, віддаючи перевагу ділянкам з розрідженою деревно-чагарниковою рослинністю і пухкими ґрунтами, де амфісбена може легко заритися. Не уникає орних земель та пасовищ з багатими на гумус ґрунтами. У межах ареалу є досить звичайним видом. У гори піднімається до висоти близько 1800 м н. р. м,

## Особливості біології
Веде підземний спосіб життя, проводячи більшу частину життя під землею, іноді перебуває під камінням, особливо навесні та взимку. Часто ховається в мурашниках. На поверхню вибирається вночі або під час дощу, іноді перетинаючи автомобільні дороги. Стривожена, може закріплюватись хвостом на коренях або стеблах рослин. При упійманні енергійно звивається й кусається.
Бланус Штрауха належить до яйцекладних плазунів. Парування відбувається з лютого по червень. Самиці відкладають у ґрунт або в гнилу деревину 1—3 яйця. 
Харчується мурахами, термітами, личинками інших комах та багатоніжками.

## Охорона
Стан більшості природних популяцій виду в межах ареалу залишається більш-менш стабільним. Саме тому він, згідно Червоного списку МСОП, отримав охоронний статус «відносно благополучний вид». В Європі вид охороняється і занесений до Додатку ІІІ Бернської конвенції (охоронна категорія: вид підлягає охороні).

## Систематика
Один із 7 видів роду бланусів (Blanus). Популяції з Лівану останнім часом відносять до другого виду, Blanus alexandri.
Станом на 2024 рік описано 2 підвиди:
- Blanus strauchi strauchi;
- Blanus strauchi bedriagae.